# Rotocalcografia
La stampa rotocalco o rotocalcografia è una stampa diretta incavografica (i grafismi, ovvero la parte che andrà a stampare, è in incavo rispetto ai contrografismi, la parte che non stampa) e rotativa. L'inchiostro viene trasferito sulla carta attraverso un sistema modulare di cellette di diversa profondità. Più le cellette sono profonde, più abbondante sarà l'inchiostro che possono contenere e più scura sarà la stampa. È questo il motivo principale della brillantezza della stampa rotocalco: l'inchiostro infatti non viene pressato (tipografia) o stampato per rimbalzo (offset) ma prelevato dalla carta mantenendo le caratteristiche di brillantezza e coprenza.

## Storia
Inizialmente la stampa rotocalcografica veniva utilizzata per la sola riproduzione di immagini fotografiche che richiedevano una elevata fedeltà di resa e di sfumature. Nella prima metà del XX secolo questa tecnica si è trasformata in un procedimento molto versatile, che ha reso conveniente la stampa di interi giornali. Il suo maggiore impiego si è avuto nel settore dei periodici a larga diffusione, tanto che il termine "rotocalco" è diventato, specialmente in Italia, sinonimo di rivista di attualità.

## Il procedimento
La forma inchiostrata cede direttamente l'inchiostro, al supporto da stampare, pressata da un rullo folle rivestito da uno spesso strato di caucciù o gomma (a sua volta pressato, a volte, da un cilindro d'acciaio). La forma inchiostrata è costituita da un rullo metallico coperto da un sottile strato di rame su cui si incide il soggetto da stampare. Le aree incise vengono inchiostrate da un calamaio (a volte dotato di rullo inchiostratore) e l'eccesso di inchiostro viene rimosso da una lama detta racla.

Dopo questa fase il rullo inciso scarica l'inchiostro, per decalcomania, direttamente sul supporto da stampare.
L'inchiostro rotocalco, liquido, è generalmente costituito da solventi volatili, quali il toluolo, ma si impiegano anche, da qualche tempo inchiostri a base d'acqua con risultati soddisfacenti. Dato il vasto impiego della stampa rotocalco anche in cartotecnica l'industria degli inchiostri ha messo a disposizione formulazioni adatte alle particolari esigenze che determinati imballaggi, specie di alimentari, possono avere.
Sono assai rare le macchine rotocalco a foglio che, strutturalmente, rispetto alle corrispondenti macchine offset, si diversificano solo per il principio di stampa.
La forma di stampa, un cilindro di rame, può essere incisa con 4 sistemi, consentendo la riproduzione di varie tonalità, variando la superficie delle cellette o la loro profondità. I 4 sistemi sono:
- convenzionale: stessa superficie delle cellette, con profondità diverse;
- autotipica: la superficie delle cellette varia, invece la loro profondità e uguale;
- semiautotipica: sia la superficie delle cellette, sia la loro profondità varia, e l'incisione avviene tramite un sistema detto "a punta di diamante"; infatti l'incisione avviene con un diamante intagliato a 130°. È il sistema più utilizzato: il diamante è montato su di un alberino che ha un movimento di 4000 Hz;
- laser: sia la superficie delle cellette, sia la loro profondità varia, e l'incisione avviene tramite dei raggi laser.

### Aspetti estetici
Il rotocalco si riconosce dalla tipica forma dei puntini della retinatura, che generalmente hanno la stessa grandezza ma tonalità differenti. Nelle zone più scure il disegno del retino è difficilmente riconoscibile a causa della notevole quantità di inchiostro che spesso si spande sul foglio mentre nelle parti più chiare spesso l'inchiostro rimane solo ai bordi dei piccoli solchi del retino. 
Dal punto di vista estetico la rotocalcografia riproduce e traduce le apparenze visibili dei segni fotografici in oggetti di volumetrica e vellutata seduzione visiva, dando modo all'immagine di disporsi in una sua dimensione tattile.